# Kanton San-Martino-di-Lota
San-Martino-di-Lota is een voormalig kanton van het Franse departement Haute-Corse. Het kanton maakte deel uit van het arrondissement Bastia. Het werd opgeheven bij decreet van 13 februari 2014 met uitwerking op 22 maart 2015.

## Gemeenten
Het kanton San-Martino-di-Lota omvatte de volgende gemeenten:
- San-Martino-di-Lota (hoofdplaats)
- Santa-Maria-di-Lota
- Ville-di-Pietrabugno